# PQ-17 (konvooi)

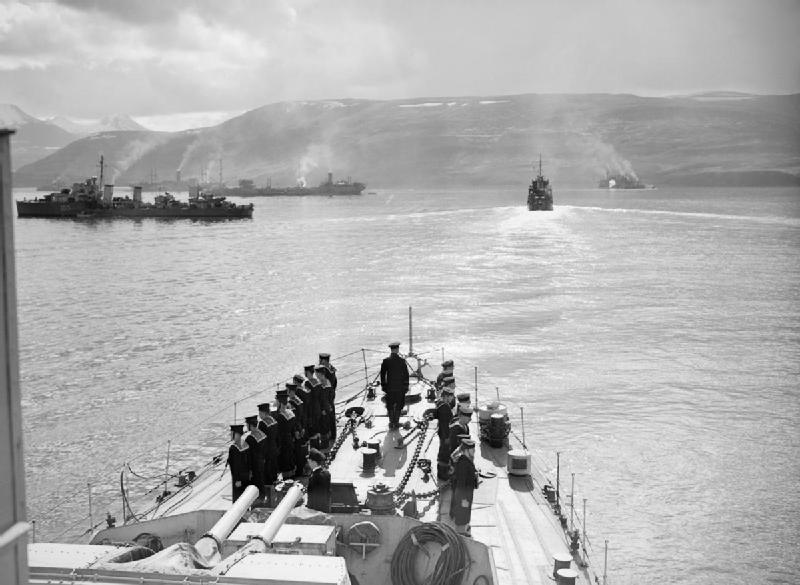
Konvooi PQ-17 in de Hvalfjord

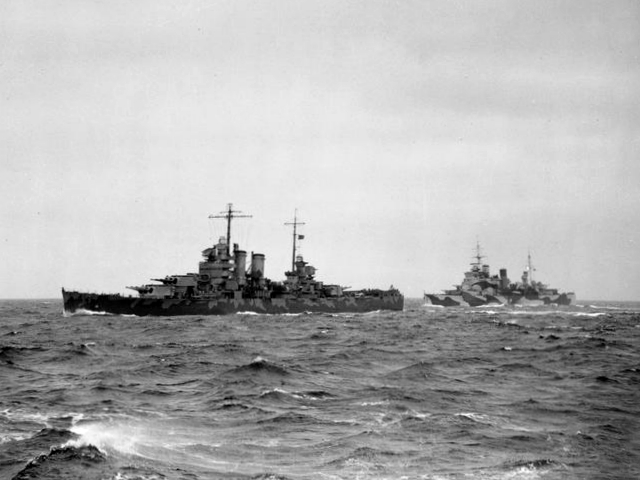
HMS London en USS Wichita begeleidden het konvooi

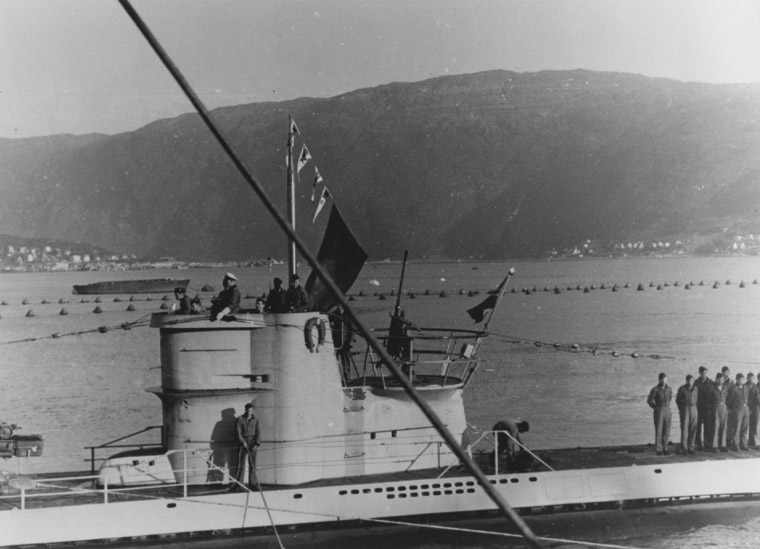
Duikboot U-255 keert terug met vlaggen van tot zinken gebrachte vrachtschepen, waaronder die van de Nederlandse Paulus Potter

PQ-17 was een geallieerd scheepskonvooi naar de Sovjet-Unie gedurende de Tweede Wereldoorlog. Dit konvooi werd van alle PQ-konvooien het zwaarst getroffen door aanvallen van Duitse vliegtuigen en oorlogsschepen.

## Verloop
Het konvooi verliet, op weg van het Verenigd Koninkrijk naar de Sovjet-Unie, het verzamelpunt nabij IJsland op 27 juni 1942 met 35 schepen. Kort na het vertrek kwamen twee schepen terug: Een was aan de grond gelopen, het andere had schade opgelopen door pakijs. Op 1 juli werd het konvooi gedetecteerd door een Duits verkenningsvliegtuig dat de Duitse U-boten en oorlogsschepen verwittigde. Slechts 11 schepen overleefden de tocht. Twee schepen kwamen op 10 juli aan in de haven van Archangelsk en negen andere schepen kwamen een week later aan in de haven van Moermansk. In totaal werden 25 schepen (één bron meldt 22 vrachtschepen) door de Duitsers tot zinken gebracht waarbij een totaal van 142,500 ton verloren ging en 153 zeelui de dood vonden. Daaronder het Nederlandse schip Paulus Potter (7168 ton), waarvan alle 76 opvarenden konden worden gered. Het aantal verloren gegane goederen liep op tot 3350 motorvoertuigen, 200 bommenwerpers, 430 tanks en 93.316 ton andere vracht. Een van de schepen van PQ-17 die Moermansk bereikten werd door U-255 tot zinken gebracht op de terugweg.

## Lijst van schepen
| Schip               | Kapitein             | Tonnage (BRT) | Vlag                |                                                                                            |
| ------------------- | -------------------- | ------------- | ------------------- | ------------------------------------------------------------------------------------------ |
| Alcoa Ranger        | Hjalmar Christophsen | 5116          | Verenigde Staten    | 07-07-1942 tot zinken gebracht door U-255                                                  |
| Azerbaijan          | Vladimir Izotov      | 6114          | Sovjet-Unie         | aangekomen in Rusland                                                                      |
| Bellingham          | Soren Mortensen      | 5345          | Verenigde Staten    | aangekomen in Rusland                                                                      |
| Benjamin Harrison   | Einar J. Christensen | 7191          | Verenigde Staten    | aangekomen in Rusland                                                                      |
| Bolton Castle       | John Pascoe          | 5203          | Verenigd Koninkrijk | 05-07-1942 tot zinken gebracht door aanval Luftwaffe                                       |
| Carlton             | Reginald Hansen      | 5127          | Verenigde Staten    | 05-07-1942 tot zinken gebracht door U-88                                                   |
| Christopher Newport | Charles E. Nash      | 7176          | Verenigde Staten    | 04-07-1942 tot zinken gebracht door U-457                                                  |
| Daniel Morgan       | George T. Sullivan   | 7177          | Verenigde Staten    | 05-07-1942 tot zinken gebracht door U-88                                                   |
| Donbass             | Michael I. Pavloff   | 7925          | Sovjet-Unie         | aangekomen in Rusland                                                                      |
| Earlston            | Hilmar J. Stenwick   | 7494          | Verenigd Koninkrijk | 05-07-1942 tot zinken gebracht door U-334                                                  |
| El Capitan          | John E. Thevik       | 5255          | Panama              | 10-07-1942 tot zinken gebracht door U-251                                                  |
| Empire Byron        | John Wharton         | 6645          | Verenigd Koninkrijk | 05-07-1942 tot zinken gebracht door U-703                                                  |
| Empire Tide         | Frank W. Harvey      | 6978          | Verenigd Koninkrijk | aangekomen in Rusland                                                                      |
| Exford              | Roy A. Ulrich        | 4969          | Verenigde Staten    | Was 29-06 al teruggekeerd ivm schade                                                       |
| Fairfield City      | Leon S. Walters      | 5686          | Verenigde Staten    | 05-07-1942 tot zinken gebracht door Ju 88                                                  |
| Hartlebury          | George W. Stephenson | 5082          | Verenigd Koninkrijk | 07-07-1942 tot zinken gebracht door U-355                                                  |
| Honomu              | Frederick A. Strand  | 6977          | Verenigde Staten    | 05-07-1942 tot zinken gebracht door U-703                                                  |
| Hoosier             | Julius Holmgren      | 5060          | Verenigde Staten    | 10-07-1942 tot zinken gebracht door U-376                                                  |
| Ironclad            | Philip Moore         | 5685          | Verenigde Staten    | aangekomen in Rusland                                                                      |
| John Witherspoon    | John S. Clark        | 7180          | Verenigde Staten    | 06-07-1942 tot zinken gebracht door U-255                                                  |
| Navarino            | A. Kelso             | 4841          | Verenigd Koninkrijk | 04-07-1942 tot zinken gebracht door He 115                                                 |
| Ocean Freedom       | Edwards              | 7173          | Verenigd Koninkrijk | aangekomen in Rusland                                                                      |
| Olopana             | Mervyn C. Stone      | 6069          | Verenigde Staten    | 08-07-1942 tot zinken gebracht door U-255                                                  |
| Pan Atlantic        | John O. Sieber       | 5411          | Verenigde Staten    | 06-07-1942 tot zinken gebracht door Ju 88                                                  |
| Pan Kraft           | Jacob O. Jacobson    | 5644          | Verenigde Staten    | 05-07-1942 tot zinken gebracht door Ju 88                                                  |
| Paulus Potter       | Willem J. Sissingh   | 7168          | Nederland           | 05-07-1942 tot stilstand gebracht door Ju 88, 13-07-1942 tot zinken gebracht door de U-255 |
| Peter Kerr          | William H. Butler    | 6476          | Verenigde Staten    | 05-07-1942 tot zinken gebracht door Ju 88                                                  |
| Richard Bland       | Lawrence W, Dodd     | 7191          | Verenigde Staten    | 27-06-1942 aan de grond gelopen en teruggekeerd                                            |
| River Afton         | Harold W. Charlton   | 5479          | Verenigd Koninkrijk | 05-07-1942 tot zinken gebracht door U-703                                                  |
| Samuel Chase        | William K. Martin    | 7191          | Verenigde Staten    | aangekomen in Rusland                                                                      |
| Silver Sword        | Peter Denas          | 4937          | Verenigde Staten    | aangekomen in Rusland                                                                      |
| Troubadour          | George J. Salvesen   | 6428          | Panama              | aangekomen in Rusland                                                                      |
| Washington          | Julius Richter       | 5564          | Verenigde Staten    | 05-07-1942 tot zinken gebracht door Ju 88                                                  |
| William Hooper      | Edward L. Graves     | 7177          | Verenigde Staten    | 04-07-1942 tot stilstand gebracht door He 111, 05-07-1942 tot zinken gebracht door U-334   |
| Winston Salem       | William Lovgren      | 6223          | Verenigde Staten    | aangekomen in Rusland                                                                      |